# Tymoteusz Puchacz
Tymoteusz Puchacz (ur. 23 stycznia 1999 w Sulechowie) – polski piłkarz, występujący na pozycji lewego obrońcy w Holstein Kiel, reprezentant Polski. Uczestnik Mistrzostw Europy 2020 oraz 2024.

## Kariera klubowa
Wychowywał się w lubuskim Świebodzinie. W latach 2010–2013 grał w zespołach juniorskich Pogoni Świebodzin i UKP Zielona Góra. W 2013 dołączył do Akademii Lecha Poznań.
Swój debiut w Lechu Poznań Tymoteusz Puchacz zaliczył 7 maja 2017 w wyjazdowym spotkaniu ligowym przeciwko Termalice, wchodząc na boisko w 80 minucie. Wiosną sezonu 2017/2018 został wypożyczony do pierwszoligowego Zagłębia Sosnowiec, z którym wywalczył awans do Ekstraklasy. Sezon 2018/2019 rozpoczął z Zagłębiem Sosnowiec w Ekstraklasie, w której rozegrał dwa spotkania. Lech zdecydował skrócić wypożyczenie, aby wypożyczyć go do pierwszoligowego GKS-u Katowice, gdzie spędził resztę sezonu. W sezonie 2019/2020 Puchacz na stałe został włączony do pierwszej drużyny Lecha Poznań. 28 września 2019 w meczu z Górnikiem Zabrze zdobył pierwszą bramkę w barwach „Kolejorza”. Sezon zakończył ze srebrnym medalem mistrzostw polski. W sezonie 2020/2021 razem z Lechem dotarł do fazy grupowej Ligi Europy, zajmując 4. miejsce, dla Puchacza były to pierwsze oficjalne rozgrywki europejskie, w których uczestniczył.
18 maja 2021 roku podpisał 4-letni kontrakt z niemieckim klubem 1. FC Union Berlin. 10 stycznia 2022 został wypożyczony na pół roku do Trabzonsporu, z którym w sezonie 2021/2022 zdobył mistrzostwo Turcji. 30 grudnia 2022 został wypożyczony do greckiego klubu Panathinaikos AO. 19 czerwca 2023 ogłoszono kolejne wypożyczenie Puchacza z Unionu, tym razem do występującego w 2. Fußball-Bundeslidze 1. FC Kaiserslautern.
2 sierpnia 2024 został zawodnikiem beniaminka Bundesligi, Holstein Kiel.
9 stycznia 2025 został wypożyczony do  angielskego klubu Plymouth Argyle

## Statystyki
| Klub                      | Sezon              | Liga               | Liga    | Liga   | Puchar kraju | Puchar kraju | Kontynentalne1 | Kontynentalne1 | Inne2   | Inne2  | Suma    | Suma   |
| Klub                      | Sezon              | Poziom             | Występy | Bramki | Występy      | Bramki       | Występy        | Bramki         | Występy | Bramki | Występy | Bramki |
| ------------------------- | ------------------ | ------------------ | ------- | ------ | ------------ | ------------ | -------------- | -------------- | ------- | ------ | ------- | ------ |
| Lech II Poznań            | 2015/2016          | III liga           | 1       | 0      | —            | —            | —              | —              | —       | —      | 1       | 0      |
| Lech II Poznań            | 2016/2017          | III liga           | 22      | 2      | —            | —            | —              | —              | —       | —      | 22      | 2      |
| Lech II Poznań            | 2017/2018          | III liga           | 16      | 0      | —            | —            | —              | —              | —       | —      | 16      | 0      |
| Lech II Poznań            | Łącznie            | Łącznie            | 39      | 2      | —            | —            | —              | —              | —       | —      | 39      | 2      |
| Lech Poznań               | 2016/2017          | Ekstraklasa        | 1       | 0      | 0            | 0            | —              | —              | 0       | 0      | 1       | 0      |
| Lech Poznań               | 2019/2020          | Ekstraklasa        | 35      | 3      | 5            | 1            | —              | —              | —       | —      | 40      | 4      |
| Lech Poznań               | 2020/2021          | Ekstraklasa        | 27      | 1      | 4            | 1            | 10             | 1              | —       | —      | 41      | 3      |
| Lech Poznań               | Łącznie            | Łącznie            | 63      | 4      | 9            | 2            | 10             | 1              | —       | —      | 82      | 7      |
| Zagłębie Sosnowiec (wyp.) | 2017/2018          | I liga             | 15      | 0      | —            | —            | —              | —              | —       | —      | 15      | 0      |
| Zagłębie Sosnowiec (wyp.) | 2018/2019          | Ekstraklasa        | 2       | 0      | 0            | 0            | —              | —              | —       | —      | 2       | 0      |
| Zagłębie Sosnowiec (wyp.) | Łącznie            | Łącznie            | 17      | 0      | 0            | 0            | —              | —              | —       | —      | 17      | 0      |
| GKS Katowice (wyp.)       | 2018/2019          | I liga             | 25      | 4      | 2            | 0            | —              | —              | —       | —      | 27      | 4      |
| Union Berlin              | 2021/2022          | Bundesliga         | 0       | 0      | 0            | 0            | 7              | 0              | —       | —      | 7       | 0      |
| Union Berlin              | 2022/2023          | Bundesliga         | 1       | 0      | 1            | 1            | 1              | 0              | —       | —      | 3       | 1      |
| Trabzonspor (wyp.)        | 2021/2022          | Süper Lig          | 9       | 0      | 3            | 0            | 0              | 0              | —       | —      | 12      | 0      |
| Panathinaikos (wyp.)      | 2022/2023          | Superleague        | 13      | 0      | 3            | 0            | —              | —              | —       | —      | 16      | 0      |
| Kaiserslautern (wyp.)     | 2023/2024          | 2. Bundesliga      | 4       | 0      | 0            | 0            | —              | —              | —       | —      | 4       | 0      |
| Łącznie w karierze        | Łącznie w karierze | Łącznie w karierze | 172     | 10     | 18           | 3            | 18             | 1              | —       | —      | 208     | 14     |

1 – (Liga Mistrzów, Liga Europy etc.)
2 – (Superpuchar, puchar ligi etc.)

## Kariera reprezentacyjna
Karierę reprezentacyjną rozpoczął w zespole do lat 16, zadebiutował w nim 27 kwietnia 2015 w spotkaniu z Turcja U-16. Reprezentował Polskę na Mistrzostwach Świata U-20 2019, na których rozegrał 3 mecze. 4 września 2020 zadebiutował w Reprezentacji U-21 w spotkaniu z Estonią U-21 w ramach Eliminacji do EURO U-21. 1 czerwca 2021 zadebiutował w reprezentacji Polski w meczu towarzyskim z Rosją.

### Reprezentacyjne
(Aktualne na : 18 listopada 2024)
| Reprezentacja | Rok     | Mecze | Bramki |
| ------------- | ------- | ----- | ------ |
| Polska        | 2021    | 10    | 0      |
| Polska        | 2022    | 2     | 0      |
| Polska        | 2023    | 0     | 0      |
| Polska        | 2024    | 3     | 0      |
| Polska        | Ogólnie | 15    | 0      |

| Mecze i gole w reprezentacji | Mecze i gole w reprezentacji | Mecze i gole w reprezentacji | Mecze i gole w reprezentacji | Mecze i gole w reprezentacji | Mecze i gole w reprezentacji | Mecze i gole w reprezentacji |
| Lp.                          | Data                         | Miejsce                      | Przeciwnik                   | Gol                          | Wynik                        | Rozgrywki                    |
| ---------------------------- | ---------------------------- | ---------------------------- | ---------------------------- | ---------------------------- | ---------------------------- | ---------------------------- |
| 1.                           | 01.06.2021                   | Wrocław, Polska              | Rosja                        |                              | 1:1                          | Towarzyski                   |
| 2.                           | 08.06.2021                   | Poznań, Polska               | Islandia                     |                              | 2:2                          | Towarzyski                   |
| 3.                           | 14.06.2021                   | Petersburg, Rosja            | Słowacja                     |                              | 1:2                          | ME 2020                      |
| 4.                           | 19.06.2021                   | Sewilla, Hiszpania           | Hiszpania                    |                              | 1:1                          | ME 2020                      |
| 5.                           | 23.06.2021                   | Petersburg, Rosja            | Szwecja                      |                              | 2:3                          | ME 2020                      |
| 6.                           | 02.09.2021                   | Warszawa, Polska             | Albania                      |                              | 4:1                          | el. MŚ 2022                  |
| 7.                           | 05.09.2021                   | Serravalle, San Marino       | San Marino                   |                              | 7:1                          | el. MŚ 2022                  |
| 8.                           | 08.09.2021                   | Warszawa, Polska             | Anglia                       |                              | 1:1                          | el. MŚ 2022                  |
| 9.                           | 12.10.2021                   | Tirana, Albania              | Albania                      |                              | 1:0                          | el. MŚ 2022                  |
| 10.                          | 15.11.2021                   | Warszawa, Polska             | Węgry                        |                              | 1:2                          | el. MŚ 2022                  |
| 11.                          | 01.06.2022                   | Wrocław, Polska              | Walia                        |                              | 2:1                          | LN 22/23                     |
| 12.                          | 08.06.2022                   | Bruksela, Belgia             | Belgia                       |                              | 1:6                          | LN 22/23                     |
| 13.                          | 21.03.2024                   | Warszawa, Polska             | Estonia                      |                              | 5:1                          | el. ME 2024 Baraże półfinał  |
| 14.                          | 07.06.2024                   | Warszawa, Polska             | Ukraina                      |                              | 3:1                          | towarzyski                   |
| 15.                          | 18.11.2024                   | Warszawa, Polska             | Szkocja                      |                              | 1:2                          | LN 2024/2025                 |

## Sukcesy

### Zagłębie Sosnowiec
- Awans do Ekstraklasy: 2017/2018

### Lech Poznań
- Wicemistrzostwo Polski: 2019/2020

### Trabzonspor
- Mistrzostwo Turcji: 2021/2022